# Wikipedia tiếng Armenia
Wikipedia tiếng Armenia (tiếng Armenia: Վիքիպեդիա hay Վիքիպեդիա Ազատ Հանրագիտարան, Vikipedia Azat Hanragitaran) là phiên bản tiếng Armenia của Wikipedia. Nó được khởi tạo vào tháng 2 năm 2003.